# ICAM5
ICAM5‏ (Intercellular adhesion molecule 5) هوَ بروتين يُشَفر بواسطة جين ICAM5 في الإنسان.